# Le Monde de Patricia
 (mai 2020).
Si vous disposez d'ouvrages ou d'articles de référence ou si vous connaissez des sites web de qualité traitant du thème abordé ici, merci de compléter l'article en donnant les références utiles à sa vérifiabilité et en les liant à la section « Notes et références ».
Le Monde de Patricia ou De tout mon cœur (Patito Feo) est une telenovela argentine de type comédie produite par Ideas del Sur et Televisa et diffusée entre le 10 avril 2007 et le 3 novembre 2008 sur Canal 13.
En France, la série a été diffusée du 14 avril 2008 au 28 août 2009 sur Gulli dans un format de 20 minutes, puis rediffusée le 10 octobre 2010 sur Cartoon Network, le 21 novembre 2011 sur Boing et au début de 2012 sur IDF1.
Internationalement, cette série télévisée est diffusée au Mexique, en Colombie, au Chili, au Nicaragua, au Costa Rica, en Uruguay, au Panama, en Équateur, au Venezuela au Pérou ainsi qu'en Espagne, en Italie, au Portugal, en Grèce et en Turquie sur les chaînes nationales ou sur Disney Channel. De 2011 à 2012, la série a été diffusée sur Télé Kréol sur l'île de La Réunion.

## Synopsis
Patricia est une jeune fille qui vient de San Carlos de Bariloche (station andine au sud-ouest de l'Argentine) et qui après s'être fait diagnostiquer un problème aux reins, part à Buenos Aires pour suivre un traitement de trois mois. Elle vit seule avec sa mère Carmen et ne connaît pas son père. Tout ce qu'elle sait de lui est qu'il vit à Buenos Aires.
Dès leur arrivée Patricia et Carmen se rendent dans une clinique de Buenos Aires où Carmen rencontrera son amour de jeunesse et le père de Patricia, Alexandre, directeur de la clinique et sur le point de se marier avec Blanche, sa fiancée. Il décidera de superviser lui-même le traitement de Patricia et lui permettra, ainsi qu'à Carmen, d'habiter chez lui le temps du traitement. Mais lorsque la mère d'Alexandre, Inès, directrice de l'école Pretty Land School of Art, découvre que Carmen habite chez son fils, elle décidera pour la deuxième fois de tenter de les séparer comme elle l'avait fait dans le passé, lorsqu'Alexandre avait été promu médecin et qu'elle ne voulait pas qu'il s'acoquine avec une fille de classe inférieure comme Carmen.
Au collège, Patricia devra dès le début subir les magouilles d'Antonella, la fille hautaine, qui drague tous les garçons, la plus populaire au collège, et se prend pour la plus belle, prétentieuse et acerbe la fille de Blanche, qui est prête à tout pour ridiculiser Patricia mais elle sera toujours défendue par Joséphine, une fille au grand cœur.
Patricia tombe très vite amoureuse de Mathias, ce qui envenimera encore plus la situation avec Antonella car il est son petit-ami.
Saison 2
Les Divines et les Passionnées s'unissent et se présentent au concours musical intercollège : Antonella devient célèbre dans le monde entier grâce à l'événement, contrairement à Patricia, qui vend peu de disques. De nouveaux élèves arrivent à l'école, dont Barbie, une fille gâtée, capricieuse et vaniteuse. Avec sa mère Francesca, Barbara rend la vie impossible à Antonella, la forçant à faire tout ce qu'elle veut et menaçant d'envoyer sa mère Blanche en prison, et en même temps tente de voler Bruno à Antonella. Pendant ce temps, Patricia vit une histoire heureuse avec Mathias, même si avec le temps, les choses commencent à mal tourner pour elles aussi.
Socorro, bonne sorcière et baby-sitter de Joaquín, le bébé que Carmen et Alexandre viennent d'avoir, échange les corps de Patricia et Antonella avec un sort de vie : les deux filles ne se reconnaissent plus et leurs parents respectifs s'inquiètent pour leurs "filles". "Ont tellement changé, parce qu'ils ne connaissent pas l'échange de corps. L'aventure se termine bien et tout revient à la normale, mais les problèmes ne tardent pas à revenir. Francesca, l'ex de Alexandre, fait "hypnotiser" ce dernier pour qu'ils se remettent ensemble. Alexandre se réveille sans se souvenir de rien, pas même de sa famille, et disparaît longtemps. Après de longues recherches, Alexandre est retrouvé et rentre chez lui avec sa nouvelle "petite amie", Anna. À cause de l'incident, Patricia est absente de l'école pendant une longue période, mais elle y retournera grâce à l'aide de ses amis. Lorsque Alexandre retrouve la mémoire, lui et Carmen se remettent ensemble. Vaincus, Barbara et sa mère s'enfuient. Patricia deviendra célèbre comme Antonella et les Divines, tout comme son groupe. Tout se termine avec le retour de Patricia et Mathias.

## Acteurs
- Laura Esquivel (VFB : Maia Baran) : Patricia Castro (Díaz Rivarola dans la seconde saison) (Patito)
- Brenda Asnicar (VFB : Dominique Wagner) : Antonella Lamas Bernardi
- Gastón Soffriti (VFB : Emmanuel Dekoninck) : Mathias Beltran (Matías)
- Griselda Siciliani (VFB : Valérie Muzzi) : Carmen Castro (Díaz Rivarola dans la seconde saison)
- Gloria Carrá (VFB : Sophie Landresse) : Blanche Lamas (Blanca)
- Juan Darthés (VFB : Olivier Cuvellier) : Alexandre Díaz Rivarola (Leandro)
- Marcela López Rey (es) (VFB : Jacqueline Ghaye) : Inés Diaz Rivarola
- Luciano Cáceres (es) (VFB : Tony Beck) : Jérôme (Germán)
- María Sol Berecoechea : Anne Démini (Sol)
- Thelma Fardin (VFB : Stéphane Flamand)  : Joséphine Beltran (Josefina)
- Juan Manuel Guilera (VFB : Bruno Mullenaerts) : Gilles Molina (Gonzalo)
- Eva De Dominici : Alexia Valiente (Tamara)
- Camila Salazar (VFB : Alice Ley) : Catherine Artina (Caterina)
- Brian Vainberg (VFB : Gauthier de Fauconval) : François Lamas Bernardi (Facundo)
- Santiago Talledo (VFB : Pablo Hertsens) : Guillaume Lenez (Guido)
- Nicolás Torcanowski : Sébastien Peep (Santiago)
- Nicolás Zuviria : Alain Tecrina (Alan)
- Nicole Luis : Lucie Menditegui (Luciana)
- Rodrigo Velilla : Philippe Sanchez (Felipe)
- Camila Outon (VFB : Cécile Florin) : Pia Zanetti (Pía)
- Andrés Gil : Bruno Molina
- Luciano Ruiz : Lucas Veterani (Lucho)
- Calu Rivero : Emma Taylor
- Catalina Munoz : Marine (Marina) Martinez
- Vanesa Gabriella Leiro : Martine (Martina)
- Cristian Belgrano : Camilo Benitez
- Rudy Fonarsing : Aqua Suarez
- Diego Ramos : André/Frédéric (Andrés)
- Vivian El Javer : Dorinha
- Martín Bossi (VFB : Christophe Hespel) : Polo
- Florencia Ortiz : Emilie Escobar (Emilia)
- Rodrigo Guirao Díaz : Nicolas (Nicolás)
- Nicolás D'Agostino (VFB : Sébastien Hébrant) : Antonio Ginobili (Eugenio Barcaroli) ou Edward Barcaroli
- Mimí Ardú (es) : Susana Bernardi
- Fabiana García Lago (es) : Socorro Bernardi
- Santiago Goméz : Manuel Benítez
- Lucía Ocampo : Linda
- Marcelo Soave : Ignacio Benítez
- Maria Eugenia Bonel : Laura Beltrán

### Invités
- Moria Casán (es)
- Juanes
- Belinda Peregrín Schüll
- Natalia Oreiro
- Serafín Zubiri
- Kudai
- Martín Palermo
- Drew Seeley
- High School Musical (Drew Seeley remplace Troy Bolton)
- Graciela Alfano
- Florencia de la V
- Martina Stoessel : Martina

## Scandale sexuel
L'acteur Juan Darthés (Alexandre) a été accusé par trois actrices d'abus sexuels, le plus grave étant celui de Thelma Fardin (Josefina) qui l'a accusé de viol en 2009 alors qu'elle n'avait que 16 ans. Plusieurs membres de la distribution ont déclaré dans les médias argentins qu'il manquait de respect à ses partenaires féminines.
L'acteur ayant la double nationalité (brésilienne et argentine) puisque né à São Paulo, il ne peut cependant pas être extradé vers l'Argentine selon la Constitution de la République fédérative du Brésil (jus soli), ni être jugé, la loi brésilienne n'ayant pas de qualification pour ce type d'accusation[réf. nécessaire].

## Liste des épisodes
| Saison | Saison | Épisodes | Diffusion originale Argentine | Diffusion originale Argentine |
| Saison | Saison | Épisodes | Début                         | Fin                           |
| ------ | ------ | -------- | ----------------------------- | ----------------------------- |
|        | 1      | 170      | 10 avril 2007                 | 14 décembre 2007              |
|        | 2      | 147      | 23 avril 2008                 | 3 novembre 2008               |

### Première saison (2007)
L'adaptation française de Gulli, Cartoon Network et IDF1 a divisé chaque épisode en deux, rapportant ainsi la durée d'un épisode à environ 22 minutes contre environ 45 minutes pour la version originale. Par conséquent, le nombre d'épisodes a été multiplié par deux et s'élève à 310, contre 155 pour la version originale ainsi que pour les autres adaptations, qui ont conservé le format argentin. Cependant l’adaptation française de Boing n'a pas multiplié les épisodes et a respecté la version originale.
1. Le Grand Départ
2. Quoi de neuf Docteur ?
3. Sans toit
4. Fais comme chez toi
5. Lèche-vitrines
6. Règlement de comptes
7. Les Divines
8. Pizza Party
9. Anto 1 - Patricia 0
10. La Nouvelle
11. Au boulot !
12. L'Intrus
13. Paroles, paroles, paroles…
14. Que le meilleur gagne
15. Mauvaises joueuses
16. Cachotteries
17. Souvenirs, souvenirs
18. Rivalités
19. Maître chanteur
20. Bal masqué
21. La Mystérieuse Cléopâtre
22. Lendemains difficiles
23. Timidité maladive
24. Lettre piégée
25. Bouche cousue
26. Je t'aime moi non plus
27. Confidences entre amis
28. Comme chiens et chats
29. L'Arroseur arrosé
30. Votez pour moi !
31. Quelle chaleur !
32. Touché, coulé
33. Une mauvaise plaisanterie
34. Le Psychanalyste
35. Chassé-croisé
36. Don Juan
37. Indécisions
38. Baisers volés
39. Le Fiancé de Carmen
40. Le Dîner
41. Jeu de rôles
42. La Taupe
43. Révélations
44. 2e round
45. Faux semblants
46. Mic-mac
47. Conflits d'intérêts
48. Impatience
49. Mauvais jour
50. Dis-moi oui !
51. L'union fait la force
52. Rêves de star
53. Touche pas à ma fille
54. Tirage au sort
55. Quand je serai chanteuse… - 1re partie
56. Quand je serai chanteuse… - 2e partie
57. Retrouvailles
58. Démasquée
59. Essaie-moi !
60. Pâle copie
61. L'Amour vache
62. Une étoile est née
63. Tête à claques
64. Au pied du mur
65. Le Prix des conséquences
66. Dernières chances
67. Suspicions
68. Confessions intimes
69. L'Absence
70. Tous pour un !
71. Convoitise
72. Le DVD
73. Bonnet d'âne
74. Impostures
75. Qui sème le vent…
76. Rumeurs
77. Drôles de ravisseurs
78. Avis de recherche
79. Vols à la pelle
80. Sombres doutes
81. Un nouveau duel
82. Séparation
83. Malchance
84. Tricher n'est pas jouer
85. Le Pari
86. Crises de foie
87. Les Malades imaginaires
88. Vengeance et manigances
89. Jeux dangereux
90. Chasse gardée
91. Parades amoureuses
92. Reviens-moi
93. Rien ne va plus !
94. Comedia dell'arte
95. Coups de bluff
96. Révélations
97. La Lettre
98. L'habit ne fait pas le moine
99. Nouvelle star
100. Manipulatrices
101. La Nonne mystérieuse
102. La Course au journal intime
103. La Star et le Pédiatre
104. Fausse rumeur
105. La Voleuse volée
106. La Voix d'Alexia
107. Des symptômes qui ne trompent pas
108. Un secret de polichinelle
109. Grandes déceptions
110. Deux fois grand-mère
111. Le Renvoi
112. Baby Blues
113. Petits mensonges en famille
114. Tout sur mon père
115. On ne choisit pas sa famille
116. Un père et passe
117. Mensonges et compagnie
118. Rien ne va plus
119. Nouveaux départs
120. Face à face
121. L'Aveu
122. Amitié ou amour ?
123. Ne soyons plus amis
124. Un bruit qui court
125. Le masque tombe
126. Mission : infiltration
127. La vérité a un prix
128. Tamir
129. Erreur sur la personne ?
130. Coup double
131. Sur tous les plans
132. Hypnose
133. Cachotteries
134. La Beauté intérieure
135. Tout le monde sous le charme
136. La Langue bien pendue
137. Ciel mon mari…
138. Compromis
139. Règlement de comptes
140. Les Meilleures Ennemies
141. Frères à gogo
142. Une surprenante amitié
143. Présentations
144. Dénouer les liens
145. Fausses promesses
146. Investigation
147. Mauvais pressentiment
148. Oui, mais…
149. La Soirée du mariage
150. Complots et mise en scène
151. Encore raté
152. Nostalgie quand tu nous tiens
153. Autour d'Antonella
154. Les murs ont des oreilles
155. Le Réveil
156. Surmonter les épreuves
157. Elle porte malheur !
158. Les Menteuses
159. À la vie, à l'amour
160. À la vie, à la haine
161. Telle mère, telle fille
162. Recherche divine désespérément
163. Pour vivre heureux…
164. … Vivons cachés
165. Bagarre
166. Dépassée
167. Confondre la réalité
168. Grandes décisions
169. Œil pour œil
170. Le Poids du mensonge
171. Bon anniversaire
172. Fito, prof de danse
173. Tenir debout
174. En flagrant délit
175. Divine rebelle
176. Promesses et doutes
177. Rituel
178. Ni divine ni passionnée
179. Si j'étais ton père
180. À l'ombre
181. Mensonges en famille
182. Antonella doit savoir
183. Rien ne va plus
184. Assez de secrets
185. Secrets de mères
186. Le Rêve de Mathias
187. Mensonges par omission
188. Duel sur le podium
189. Fugue à haut risque
190. Lourds sacrifices
191. Un malentendu de plus
192. Jusqu'où ira Alexandre ?
193. Décisions d'enfants
194. La Vérité en plein jour
195. La Déclaration
196. Un adieu douloureux
197. Gamineries
198. Recette d'amour
199. Je n'ai plus confiance en toi
200. Patricia, ma petite amie
201. Et ensuite ?
202. La roue tourne
203. Sabotage
204. Révélation en prime
205. Une vie bouleversée
206. Souvenirs, souvenirs
207. Antonella, ma grande amie
208. Je m'en vais !
209. Mots blessants
210. Manipulations
211. Elle m'a dit Papa
212. Serment d'amitié
213. L'Incendie
214. Idylle douteuse
215. L'Anniversaire
216. Espoir envolé
217. Chacun ses choix
218. Le Bonheur des uns…
219. Convaincre à tout prix
220. Chantage
221. L'Otage
222. Barcelone
223. Grand-mère s'en mêle
224. Le Festin d'Alexandre
225. Un départ sans enthousiasme
226. Tous derrière Patricia
227. Ce n'est qu'un au revoir
228. Chacun de son côté
229. Le Baiser
230. La Tombola
231. L'Usurpateur
232. Le Clash
233. La Robe de mariée
234. Une fête gâchée
235. Foot oblige
236. Une femme envahissante
237. Juanes et moi
238. Histoires de fêtes
239. La vie est parfois difficile
240. Revenir à la raison
241. D'illusion en déception
242. Parole de tchatteur
243. C'est dur de pardonner
244. La Nouvelle Coach
245. Tout peut-il s'acheter ?
246. Le monde est petit
247. Voyager à contrecœur
248. Peine d'argent n'est pas mortelle
249. La Fuite
250. Le groupe se reforme
251. Le Concert de l'année
252. Fête fantôme
253. Les Mains à la pâte
254. Le tango se danse à deux
255. Pagailles à la carte
256. Ne criez pas victoire trop vite
257. Menaces
258. Cible d'amour
259. Sauver la peau
260. Entre deux feux
261. La Garde du corps
262. Les Quatre Vérités de Carmen
263. Les Uns plus proches, les Autres plus loin
264. Comment te dire adieu ?
265. Les Obstinés
266. Anguille sur roche
267. Le Complot
268. Des apparences pas si trompeuses
269. Crêpage de chignon
270. Au poste !
271. Notre belle rivalité
272. De nouvelles alliances
273. Un tacle très violent
274. Sur le billard
275. Trouver la traîtresse
276. Une passionnée en moins
277. La Robe maudite
278. Une silhouette de rêve
279. Bonheur coupable
280. Ses quinze minutes de gloire
281. La Négociation
282. Nicolas l'esclave
283. Jouer avec le feu
284. C'est du cinéma
285. Je n'en crois pas mes yeux
286. La Demoiselle de fer
287. Gentille proposition
288. La Fin de la trêve
289. Bagues et blagues
290. Une plaisanterie de plus
291. Mauvaise perdante
292. C'est injuste
293. Chanter à ton mariage
294. Mieux vaut en rire
295. Rap et reproches
296. Où sont nos mannequins ?
297. L'Heure des aveux
298. Le Défilé
299. Vente privée
300. Vos paupières sont lourdes
301. Le Bonheur des uns…
302. … Le Malheur des autres
303. La Crise d'André
304. Que cache Carmen ?
305. Le Dernier Secret de Carmen
306. Le travail est un refuge
307. Égalité parfaite
308. Mère et fille conquises
309. L'Affrontement final
310. Et les vainqueurs sont…

### Deuxième saison (2008)
La deuxième saison est inédite, et n’a jamais pu voir le jour en France.
1. la rentrée
2. changement de vie
3. Où est notre Patricia?
4. Qu'arrive-t-il à Patricia et Antonella?
5. Une épreuve difficile
6. Regarde moi avec ton cœur
7. La colère de Gilles
8. Les vies retrouvées
9. On redeviens amies?
10. Les problèmes d'Antonella
11. Ce que je suis
12. Les peurs de Patricia
13. Antonella est piégée
14. Aide moi Patricia
15. Quelle est la vérité, Anto!
16. Je veux savoir!
17. La solitude de Guillaume
18. Tu peux le faire Joséphine!
19. Le changement d'Alexia
20. Plus jamais comme avant!
21. pensées et mots

## Discographie
- 2007 : Patito Feo: La historia más linda
- 2007 : Patito Feo: La historia más linda en el Teatro
- 2008 : Patito Feo: La vida es una fiesta
- 2010 : Patito Feo: El musical más bonito

## Jeux vidéo
- 2010 : Patito Feo: El juego más bonito
- 2010 : SingStar Patito Feo

## Tournées
- 2007 - 2008 : Patito Feo: La historia más linda en el Teatro
- 2009 : Patito Feo: El Show más lindo
- 2009-2011 : Patito Feo: El musical más bonito con Laura Esquivel
- 2011 : Antonella en Concierto con Brenda Asnicar

## Diffusion internationale
| Pays                                                   | Titre                                    | Chaîne                           | Diffusion         |                |
| ------------------------------------------------------ | ---------------------------------------- | -------------------------------- | ----------------- | -------------- |
| Argentine                                              | Patito Feo: La historia más linda        | Canal Trece                      | 10 avril 2007     |                |
| Argentine (Canal Trece, Volver, Magazine)              | Patito Feo: La historia más linda        | Disney Channel (Amérique latine) | 23 juin 2007      |                |
| Paraguay (Telefuturo, Unicanal)                        | Patito Feo: La historia más linda        | Disney Channel (Amérique latine) | 23 juin 2007      |                |
| Uruguay (Teledoce)                                     | Patito Feo: La historia más linda        | Disney Channel (Amérique latine) | 23 juin 2007      |                |
| Chili (TVN)                                            | Patito Feo: La historia más linda        | Disney Channel (Amérique latine) | 23 juin 2007      |                |
| Bolivie (Red Uno)                                      | Patito Feo: La historia más linda        | Disney Channel (Amérique latine) | 23 juin 2007      |                |
| Pérou                                                  | Patito Feo: La historia más linda        | Disney Channel (Amérique latine) | 23 juin 2007      |                |
| Équateur (Gama TV, Ecuavisa)                           | Patito Feo: La historia más linda        | Disney Channel (Amérique latine) | 23 juin 2007      |                |
| Mexique (Gala TV, Tiin)                                | Patito Feo: La historia más linda        | Disney Channel (Amérique latine) | 15 octobre 2007   |                |
| Colombie (Caracol Televisión)                          | Patito Feo: La historia más linda        | Disney Channel (Amérique latine) | 15 octobre 2007   |                |
| Venezuela (Televen)                                    | Patito Feo: La historia más linda        | Disney Channel (Amérique latine) | 15 octobre 2007   |                |
| République dominicaine (Antena 7)                      | Patito Feo: La historia más linda        | Disney Channel (Amérique latine) | 15 octobre 2007   |                |
| Costa Rica (Teletica)                                  | Patito Feo: La historia más linda        | Disney Channel (Amérique latine) | 15 octobre 2007   |                |
| Salvador (Canal 2)                                     | Patito Feo: La historia más linda        | Disney Channel (Amérique latine) | 15 octobre 2007   |                |
| Guatemala (Televisiete)                                | Patito Feo: La historia más linda        | Disney Channel (Amérique latine) | 15 octobre 2007   |                |
| Honduras (Televicentro)                                | Patito Feo: La historia más linda        | Disney Channel (Amérique latine) | 15 octobre 2007   |                |
| Nicaragua                                              | Patito Feo: La historia más linda        | Disney Channel (Amérique latine) | 15 octobre 2007   |                |
| Panama (Telemetro)                                     | Patito Feo: La historia más linda        | Disney Channel (Amérique latine) | 15 octobre 2007   |                |
| Cuba (Cubavisión)                                      | Patito Feo: La historia más linda        | Disney Channel (Amérique latine) | 15 octobre 2007   |                |
| Italie (Italia 1, Boing (Italie))                      | Il Mondo Di Patty: La storia più bella   | Disney Channel (Italie)          | 9 juin 2008       |                |
| Espagne (Cartoon Network (Espagne), Telecinco, Cuatro) | Patito Feo: La historia más bonita       | Disney Channel (Espagne)         | 14 septembre 2009 |                |
| Portugal (SIC, Panda Biggs)                            | O Mundo De Patty: A história mais bonita | SIC                              | 22 juin 2009      |                |
| Grèce                                                  | Patty: Η πιο όμορφη ιστορία              | Mega TV                          | 29 août 2010      |                |
| Israël (HOT VOD Young, Yes Kidz)                       | פטיטו                                    | Kids Channel                     | 16 septembre 2007 |                |
| Turquie (D Çocuk, ATV, Nickelodeon (Turquie))          | Patito Feo: En güzel hikaye              | Kidz TV                          | 3 février 2012    | 3 février 2012 |
| Roumanie                                               | Răţuşca Cea Urâtă                        | Acasă TV                         | 1er novembre 2007 |                |
| France (Boing, IDF1, Cartoon Network)                  | De Tout Mon Cœur / Le Monde de Patricia  | Gulli                            | 14 avril 2008     |                |
| Belgique (Cartoon Network, Boing)                      | Le Monde de Patricia                     | Cartoon Network                  | 30 avril 2009     |                |
| (Cartoon Network, Boing)                               | Le Monde de Patricia                     | Cartoon Network                  | 30 avril 2009     |                |
| Serbie                                                 | Ružno Pače (Ружно паче)                  | Ultra TV                         | 21 septembre 2015 |                |
| Monténégro                                             | Ružno Pače (Ружно паче)                  | Ultra TV                         | 21 septembre 2015 |                |
| Bosnie-Herzégovine                                     | Ružno Pače (Ружно паче)                  | Ultra TV                         | 21 septembre 2015 |                |
| Macédoine du Nord                                      | Ružno Pače (Ружно паче)                  | Ultra TV                         | 21 septembre 2015 |                |